# Gotești (okręg Hunedoara)
Gotești – wieś w Rumunii, w okręgu Hunedoara, w gminie Răchitova. W 2011 roku pozostawała niezamieszkana.